# AlphaTauri AT03
Az AlphaTauri AT03 egy Formula–1-es versenyautó, amelyet a Scuderia AlphaTauri csapata tervezett és fejlesztett a 2022-es Formula–1 világbajnokságra. Pilótái Pierre Gasly és Cunoda Júki voltak, a tartalékpilóta, pedig Liam Lawson.

## Áttekintés
Az új szabályoknak megfelelően megépített autó kiábrándítóan teljesített az előző évek eredményeihez képest. Különösen rossz volt ez annak fényében, hogy ugyanazt a Red Bull Powertrains (RBPT) motorokat használták, mint az idényben domináló Red Bull RB18-as. Az az évi legjobb eredményük egy ötödik hely volt Azerbajdzsánban, de sokszor a pontszerzés is csodaszámba ment. Cunoda a szaúdi futamon nem tudott elrajtolni motorhiba miatt. A csapat az idényt az utolsó előtti, kilencedik helyen zárta a bajnokságban. 

## Eredmények
| Év        | Csapat              | Motor             | Gumik | Pilóták      | Futamok | Futamok | Futamok | Futamok | Futamok | Futamok | Futamok | Futamok | Futamok | Futamok | Futamok | Futamok | Futamok | Futamok | Futamok | Futamok | Futamok | Futamok | Futamok | Futamok | Futamok | Futamok | Pontok | Helyezés |
| Év        | Csapat              | Motor             | Gumik | Pilóták      | BHR     | SAU     | AUS     | EMI     | MIA     | ESP     | MON     | AZE     | CAN     | GBR     | AUT     | FRA     | HUN     | BEL     | NED     | ITA     | SIN     | JPN     | USA     | MXC     | SAP     | ABU     | Pontok | Helyezés |
| --------- | ------------------- | ----------------- | ----- | ------------ | ------- | ------- | ------- | ------- | ------- | ------- | ------- | ------- | ------- | ------- | ------- | ------- | ------- | ------- | ------- | ------- | ------- | ------- | ------- | ------- | ------- | ------- | ------ | -------- |
| 2022      | Scuderia AlphaTauri | Red Bull RBPTH001 | P     | Pierre Gasly | KI      | 8       | 9       | 12      | KI      | 13      | 11      | 5       | 14      | KI      | 15      | 12      | 12      | 9       | 11      | 8       | 10      | 18      | 14      | 11      | 14      | 14      | 35     | 9.       |
| 2022      | Scuderia AlphaTauri | Red Bull RBPTH001 | P     | Cunoda Júki  | 8       | NI      | 15      | 7       | 12      | 10      | 17      | 13      | KI      | 14      | 16      | KI      | 19      | 13      | KI      | 14      | KI      | 13      | 10      | KI      | 17      | 11      | 35     | 9.       |
| Források: |                     |                   |       |              |         |         |         |         |         |         |         |         |         |         |         |         |         |         |         |         |         |         |         |         |         |         |        |          |

- † - nem fejezte be a futamot, de rangsorolták, mert teljesítette a versenytáv 90%-át

## Forráshivatkozások
1. ↑  https://www.fia.com/sites/default/files/2022_formula_1_technical_regulations_-_iss_3_-_2021-02-19.pdf
2. ↑  2022 Constructor Standings. Formula1.com , 2022. március 20. (Hozzáférés: 2022. március 21.)
3. ↑  AlphaTauri AT03. StatsF1 , 2022. március 20. (Hozzáférés: 2022. március 23.)